# Cnemathraupis
Cnemathraupis és un gènere d'ocells de la família dels tràupids (Thraupidae).

## Taxonomia
Segons la Classificació del Congrés Ornitològic Internacional (versió 14.2, 2024) aquest gènere està format per dues espècies:
- Cnemathraupis eximia - tàngara andina dorsiverda.
- Cnemathraupis aureodorsalis - tàngara andina dorsidaurada.